# L'Homme noir
Pour les articles homonymes, voir L'Homme noir (homonymie).
L'Homme noir est un recueil de nouvelles de fantasy et d'horreur signé Robert E. Howard. L'édition de ce volume, regroupant des textes déjà publiés en français et d'autres inédits, est due à François Truchaud, également traducteur des nouvelles inédites. Il s'agit exclusivement de nouvelles originales n'appartenant à aucune des grandes sagas de Robert E. Howard. Ce recueil se concentre essentiellement sur des nouvelles publiées du vivant de Howard dans le magazine Weird Tales. Deux des nouvelles (L'Homme Noir et Les dieux de Bal-Sagoth) ont le même personnage principal : Turlogh Dubh O'Brien. Il est notable de constater que cet ouvrage n'est pas l'adaptation/traduction d'un recueil anglais ou américain, mais un véritable travail d'édition français, puisant dans diverses sources originales.

## Éditions françaises
- Aux éditions Le Masque Fantastique, en 1976  (ISBN 2-7024-0479-0)
- Aux éditions NéO, en avril 1982  (ISBN 2-7304-0136-9)
- Aux éditions Fleuve noir, en décembre 1991  (ISBN 2-265-04558-6)

Notez que ces trois éditions sont épuisées et que le recueil n'a pas été ré-édité depuis.

## Nouvelles
(Présentées dans l'ordre retenu par la publication française)
1. L'Homme noir (The Dark Man - 1931)[1]
2. Les Pigeons de l'Enfer (Pigeons from Hell - 1938)[2]
3. Les Dieux de Bal-Sagoth (The Gods of Bal-Sagoth - 1931)[3]
4. Les Enfants de la nuit (The Children of the Night - 1931)[4]
5. Le Jardin de la peur (The Garden of Fear - 1934)[5]
6. La Chose ailée sur le toit (The Thing on the Roof - 1932)[6]
7. Ne me creusez pas la tombe (Dig me no Grave - 1937)[7]
8. Dans la forêt de Villefère (In the Forest of Villefere - 1925)[8]